# Kamára (Léros)
Kamára (grec moderne : Καμάρα) est une localité située dans le dème de Léros, dans le district régional de Kálymnos, dans la périphérie d'Égée-Méridionale, en Grèce.
Selon le recensement de 2021, elle compte 673 habitants.